# Championnat du Kazakhstan féminin de hockey sur glace
La Qyzdar Hokei Ligasy est le championnat féminin de hockey sur glace du Kazakhstan.

## Équipes engagées

### Équipes
Le championnat féminin du Kazakhstan de hockey sur glace compte pour la saison 2022-2023 cinq équipes :
- Juldyz Almaty
- Aisulu Almaty
- Junost Gratsiia
- Torpedo Öskemen
- Tomiris Astana

## Palmarès
- 2013 : Aisulu Almaty
- 2014 : Aisulu Almaty
- 2015 : Aisulu Almaty
- 2018 : Aisulu Almaty
- 2019 : Aisulu Almaty
- 2020 : Aisulu Almaty
- 2021 : Aisulu Almaty
- 2022 : Aisulu Almaty
- 2023 : Tomiris Astana